# Sine ira et studio
Sine ira et studio (lateinisch für „ohne Zorn und Eifer“; bildungssprachlich mit der Bedeutung ‚ohne emotionale Beteiligung und Parteinahme, sachlich und objektiv‘) lautet die Maxime, gemäß welcher der römische Historiograph Tacitus (ca. 58–120) in seinem Werk vorgehen wollte. Diese Redewendung stammt aus dem Proömium der Annalen.
Dieser Sentenz entspricht im Agricola-Proömium der Satz sine gratia aut ambitione („ohne Dankbarkeit und Ehrgeiz“), ebenso verspricht Tacitus zu Beginn der Historien, dass er neque amore quisquam et sine odio („über niemanden mit Zuneigung und von jedem ohne Hass“) sprechen werde.
Ziel der Geschichtsschreibung sollte demgemäß sein, möglichst ohne Parteilichkeit über geschichtliche Ereignisse und Personen zu berichten. Nach Tacitus’ Ansicht loben die Historiker in ihren Büchern einen Herrscher zu dessen Lebzeiten aus Furcht vor Bestrafung. Schreiben sie aber im Rückblick über einen verstorbenen Tyrannen, so schreiben sie oft aus Zorn und verunglimpfen den Herrscher – teilweise auch zu Unrecht. 
Bereits Thukydides wies im Methodenkapitel seiner Geschichte des Peloponnesischen Krieges darauf hin, dass diese Ermittlung der Wahrheit mit Mühe verbunden [war], weil diejenigen, welche bei den betroffenen Ereignissen zugegen waren, über dieselben Dinge nicht dasselbe sagten, sondern dabei von ihrem Wohlwollen für die eine oder andere Partei, sowie von der Treue ihres Gedächtnisses abhängig waren.: Der Historiker selbst also ist – mag er sich noch so sehr um Objektivität bemühen – von subjektiv gefärbten bzw. unzuverlässigen Augenzeugenberichten abhängig.
Sine ira et studio wird vielfach als Aufforderung an eine wertfreie Geschichtsschreibung – oder allgemein an Wissenschaft und öffentliches Verwaltungshandeln – zitiert. Dieser Grundsatz wurde jedoch von Tacitus selbst, der durchaus oft Partei ergriff, keinesfalls eingehalten. 
Seine Kritiker hielten diese Sentenz eher für die in Einleitungen nicht unübliche captatio benevolentiae (Gewinnung des Wohlwollens der Leser). Derartige Beteuerungen waren so zahlreich, dass sie auch ironisch verwendet wurden: So heißt es in der Einleitung zur – Seneca zugeschriebenen – Apocolocyntosis: nihil nec offensae nec gratiae dabitur („Nichts, weder Hass noch Sympathie, soll mich dabei auch nur im geringsten lenken.“).